# Buddleja polycephala
Buddleja polycephala är en flenörtsväxtart som beskrevs av Carl Sigismund Kunth. Buddleja polycephala ingår i släktet buddlejor, och familjen flenörtsväxter. Utöver nominatformen finns också underarten B. p. peruviana.